# Piquera de San Esteban
Piquera de San Esteban es una localidad española del municipio de San Esteban de Gormaz, perteneciente a la provincia de Soria, en la comunidad autónoma de Castilla y León.

## Geografía
Está situado en la margen derecha del río Pedro, afluente del Duero, a unos 160 km de Madrid y 81 km de Soria. Pertenece al partido judicial de El Burgo de Osma.

## Historia
Tras la desaparición de Santuy, su término fue dividido entre los correspondientes a las localidades limítrofes de Torraño, Fuentecambrón y Piquera de San Esteban.
Piquera está incluida en la comunidad de la Tierra de San Esteban. Esta comunidad llega a depender de un conde, el conde de San Esteban, el más famoso fue don Álvaro de Luna. Este condado posteriormente se incluye en el marquesado de Villena.
En el censo de 1789, ordenado por el conde de Floridablanca, figuraba como villa  del partido de San Esteban de Gormaz en la intendencia de Soria,  con jurisdicción de señorío y bajo la autoridad del regidor, nombrado por la Marquesa de Villena.  Contaba entonces con 174 habitantes.
A la caída del Antiguo Régimen la localidad se constituye en municipio constitucional, conocido entonces como Piquera, en la región de Castilla la Vieja que en el censo de 1842 contaba con 65 hogares y 260 vecinos. La localidad aparece descrita en el decimotercer volumen del Diccionario geográfico-estadístico-histórico de España y sus posesiones de Ultramar de Pascual Madoz de la siguiente manera:

PIQUERA: l. con ayunt. en la prov. de Soria (14 leg.), part. jud. del Burgo (3), aud. terr. y c. g. de Burgos (24), dióc. de Osma (3). sit. en punto elevado, con buena ventilacion; su clima es estremadamente frio en invierno y caluroso en verano. Tiene 80 casas; la consistorial con cárcel; escuela de instruccion primaria frecuentada por 20 alumnos de ambos sexos y dotada con 40 fan. de trigo; una igl. parr. (San Juan Bautista) servida por un cura y un sacristan. térm.: confina con los de Peñalba, Atauta, Fuentecambron y Miño; dentro de él se encuentran dos fuentes de medianas aguas y el desp. de Bascones. El terreno, fertilizado por el r. Pedro, es de buena calidad y muy productivo; comprende un monte de encina y varios prados abundantes de yerbas de pasto y siego. caminos: los locales y los que conducen á San Estéban y Aillon. correo: se recibe y despacha en la cab. del part. prod.: trigo, centeno, cebada, avena, judias, vino, leñas de combustible y yerbas de pasto y siego, con las que se mantiene ganado lanar, vacuno y mular; hay caza de perdices y conejos. ind.: la agrícola y un molino harinero. pobl.: 65 vec., 260 alm. cap. imp.: 44,384 rs.
(Madoz, 1849, p. 54)

A finales del siglo XX este municipio desaparece porque se integra en el municipio de San Esteban de Gormaz, contaba entonces con 95 hogares y 374 habitantes.

## Demografía
| Gráfica de evolución demográfica de Piquera de San Esteban entre 1842 y 1960 |
| |
| Población de derecho según los censos de población del INE Población de hecho según los censos de población del INEEn estos censos se denominaba Piquera: 1842 y 1857 Entre el censo de 1970 y el anterior, este municipio desaparece porque se integra en el municipio 42162 (San Esteban de Gormaz) |

En el año 1981 contaba con 100 habitantes, concentrados en el núcleo principal, pasando a 25 en 2010, 15 varones y 10 mujeres.
| Gráfica de evolución demográfica de Piquera de San Esteban entre 2000 y 2010                     |
|                                                                                                  |
| Población de derecho (2000-2010) según los censos de población del INE a 1 de enero de cada año. |